# Base STO-nG

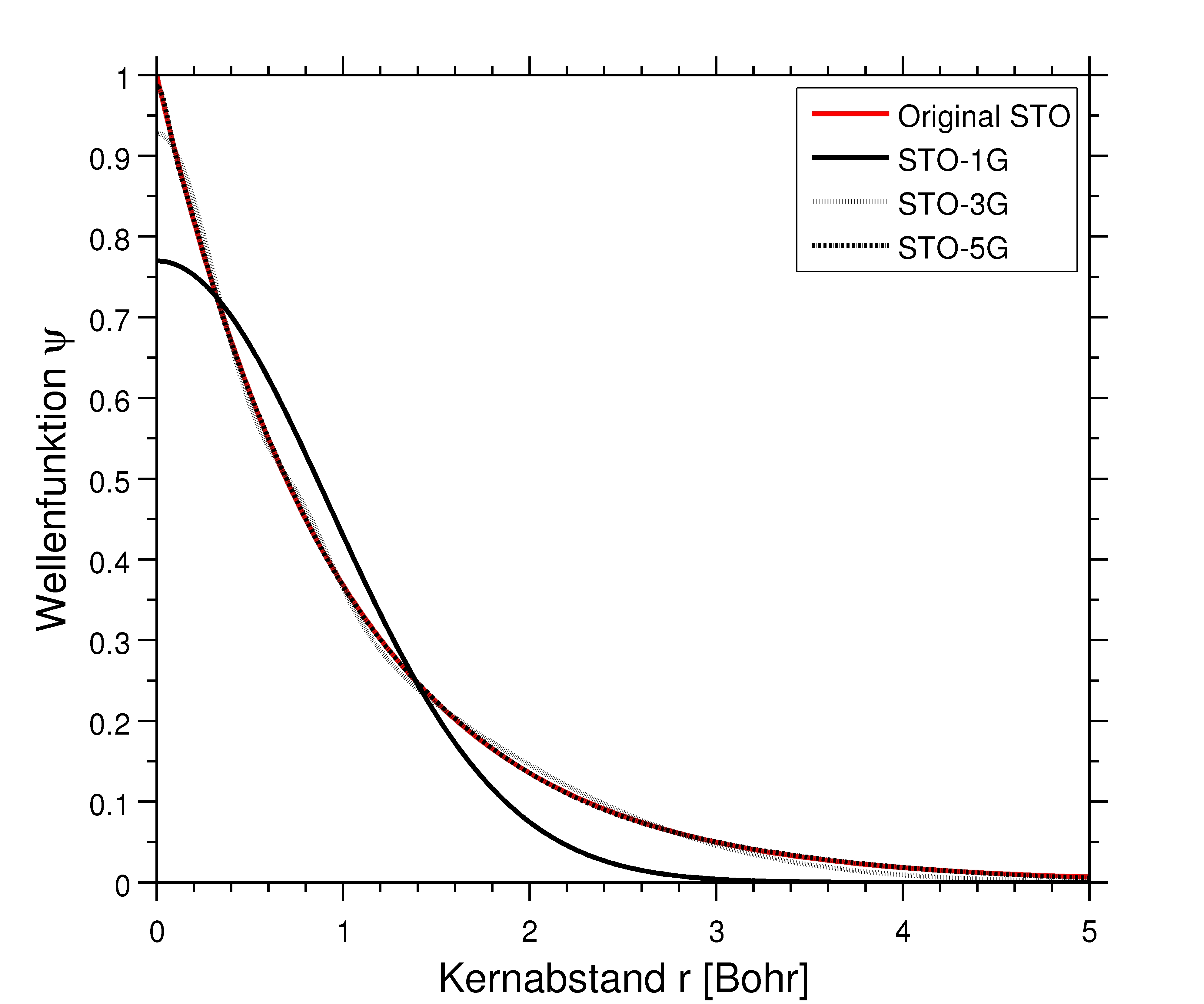
Graphique comparatif des différents STO.

Une base STO-nG est une base utilisée en chimie numérique, c'est-à-dire un ensemble de fonctions utilisées afin de créer des orbitales moléculaires. Il s'agit d'une base minimale pour laquelle n orbitales gaussiennes primitives sont ajustées à une orbitale de type Slater (STO). n prenait à l'origine des valeurs comprises entre 2 et 6. Une base est minimale si seules les orbitales nécessaires sont utilisées pour décrire tous les électrons de l'« atome neutre » (c'est-à-dire non ionisé). Ainsi, pour un atome d'hydrogène, seule une orbitale 1s est nécessaire, alors que pour les atomes de carbone, des orbitales 1s, 2s et 2p sont nécessaires.

## Construction et utilisation des bases STO-nG
Pour ces bases minimales, les orbitales de cœur et de valence sont représentées par le même nombre de fonctions primitives gaussiennes Φi. Ainsi, les éléments d'une base STO-3G pour les orbitales 1s, 2s et 2p de l'atome de carbone sont tous des combinaisons linéaires de trois fonctions gaussiennes primitives. On a par exemple une orbitale de cette base STO-3G donnée par :
{\displaystyle \mathbf {\psi } _{STO-3G}(s)=c_{1}\phi _{1}+c_{2}\phi _{2}+c_{3}\phi _{3}}
dans laquelle
{\displaystyle \mathbf {\phi } _{1}=\left({\frac {2\alpha _{1}}{\pi }}\right)^{0,75}e^{-\alpha _{1}r^{2}}}
{\displaystyle \mathbf {\phi } _{2}=\left({\frac {2\alpha _{2}}{\pi }}\right)^{0,75}e^{-\alpha _{2}r^{2}}}
{\displaystyle \mathbf {\phi } _{3}=\left({\frac {2\alpha _{3}}{\pi }}\right)^{0,75}e^{-\alpha _{3}r^{2}}}
Les valeurs des coefficients c1, c2, c3, α1, α2 et α3 sont à déterminer. Pour les bases STO-nG, ils sont obtenus par un ajustement basé sur la méthode des moindres carrés des trois orbitales de type gaussien à l'orbitale de type Slater. Cela diffère de la procédure commune dans laquelle les critères habituellement utilisés sont les choix des coefficients c et des exposants α afin d'obtenir l'énergie minimale avec la méthode adéquate pour une molécule appropriée. L'une des caractéristiques spécifiques de cette base est l'utilisation d'exposants identiques pour les orbitales d'une même couche (par exemple 2s et 2p), ce qui permet un calcul plus efficace.
L'ajustement entre les orbitales gaussiennes et l'orbitale de Slater est bon pour toutes les valeurs de r, à l'exception notable des très petites valeurs (proximité du noyau). L'orbitale de Slater présente un point de rebroussement au noyau, alors que les orbitales gaussiennes y sont plates,.
La base de ce groupe la plus utilisée est la base STO-3G, utilisée pour un grand ensemble de systèmes et pour les déterminations préliminaires de géométrie. Cette base est disponible pour tous les atomes allant de l'hydrogène au xénon.

## Exemple de la base STO-2G
La base sTO-2G est bâtie à partir d'une combinaison linéaire de deux fonctions primitives gaussiennes. Les coefficients et exposants originaux pour les atomes des première et deuxième colonnes sont donnés ci-après.
| STO-2G | α1        | c1       | α2       | c2        |
| 1s     | 0,151623  | 0,678914 | 0,851819 | 0,430129  |
| 2s     | 0,0974545 | 0,963782 | 0,384244 | 0,0494718 |
| 2p     | 0,0974545 | 0,61282  | 0,384244 | 0,511541  |

## Précision
L'énergie exacte de l'électron 1s de l'atome H est de -0,5 hartree, et est donnée par une orbitale de type Slater simple avec un exposant 1.0. La table suivante indique l'augmentation de la précision avec l'augmentation du nombre de fonctions gaussiennes primitives de 3 à 6 dans la base.
| Basis set | Energy [hartree] |
| STO-3G    | -0,49491         |
| STO-4G    | -0,49848         |
| STO-5G    | -0,49951         |
| STO-6G    | -0,49983         |